# Ящірки кайманові
Ящірки кайманові (Dracaena) — рід ящірок з родини Теїд. Має 2 види.

## Опис
Загальна довжина представників цього роду сягає 1—1,2 м. Спина має оливковий, коричневий колір із зеленуватим відтінком. На спині розташовані численні горбики. Хвіст досить довгий та міцний, який стиснутий з боків. Кайманові ящірки наділені потужними кінцівками із чіпкими кігтями. Черево має темніше забарвлення. Голова велика й затуплена спереду, її колір жовтуватий або червонуватий. Вдовж хвоста розташовано подвоєний лускатий гребінь.

## Спосіб життя
Полюбляють водоймища, багато часу у воді, населяють болота, струмки і затоплені ліси. гарно лазають по камінню й деревам, часто гріються на гілках, звисаючи над водою. харчуються дрібною рибою, земноводними, молюсками, водяними комахами.
Це яйцекладні ящірки. Самиці відкладають до 3 яєць.

## Розповсюдження
Це ендемік Південної Америки. Мешкають кайманові ящірки у Колумбії, Еквадорі, Перу, Гвіані, Гаяні, Суринамі, Бразилії, зустрічаються навіть у Парагваї.

## Види
- Dracaena guianensis
- Dracaena paraguayensis